# Marcel Jensen
Marcel Esteban Jensen (nascido em 12 de fevereiro de 1990) é um tight end de futebol americano, atualmente é um agente livre . Ele foi contratado como agente livre não revelado pelo Jacksonville Jaguars, após o NFL Draft de 2014. Ele jogou futebol americano universitário no estado de Fresno . 

## Carreira profissional

### Jacksonville Jaguars
Após o NFL Draft de 2014, Jensen foi contratado pelo Jacksonville Jaguars como um agente livre não-elaborado. Ele foi dispensado em 31 de agosto de 2014 e adicionado à equipe de treinos no mesmo dia. Em 16 de setembro, os Jaguars promoveram Jensen para sua lista de 53 jogadores. Ele foi libertado, em 23 de setembro, e voltou a assinar com a equipe no dia seguinte. Ele foi colocado na reserva de feridos, em 14 de outubro. 
Ele foi liberado em 11 de maio de 2015. 

### Denver Broncos
Em 12 de maio de 2015, Jensen foi dispensado pelo Denver Broncos. Em 5 de setembro de 2015, ele foi dispensado pelo Broncos.

### Atlanta Falcons
Em 7 de setembro de 2015, Jensen foi contratado para a equipe de treino dos Falcons. Em 24 de novembro de 2015, ele foi libertado da equipe de treinos. 

### Buffalo Bills
Jensen assinou com a equipe de prática do Buffalo Bills em 9 de dezembro de 2015.

### Washington Redskins
O Washington Redskins contratou Jensen para a equipe de prática dos Bills em 22 de dezembro de 2015. Em 3 de setembro de 2016, ele foi dispensado pelos Redskins. 

### Chicago Bears
Em 10 de outubro de 2016, Jensen foi contratado para a equipe de treino dos Bears.  Ele foi liberado pelos Bears em 25 de outubro de 2016. 

### Philadelphia Eagles
Em 14 de novembro de 2016, Jensen foi contratado para o plantel dos Eagles. Ele foi liberado em 20 de dezembro de 2016. 

## Vida pessoal
Ele é casado com sua esposa, Che'mique. Eles têm um filho, Josias e a filha Ariah 